# A negyvenegyedik (film, 1956)
A negyvenegyedik (eredeti cím: Сорок первый) Grigorij Csuhraj 1956-ban készült filmje, a szovjet új hullám egyik kiemelkedő alkotása, amely az 1957-es cannes-i filmfesztiválon a zsűri különdíját nyerte el.

## Cselekmény
A film Borisz Andrejevics Lavrenyov elbeszélése alapján készült, melyből Jakov Protazanov 1927-ben némafilmet forgatott. Az oroszországi polgárháború  idején játszódó történetben a vörösök a fogságukba esett cári tiszt (Oleg Sztrizsenov) őrzését egy fiatal mesterlövészlányra (Izolda Izvickaja) bízzák, aki addig már negyven ellenséges katonát lőtt le. A különleges helyzetben, egymásra utalva egy szigeten, a lány beleszeret rokonszenves, kulturált ellenségébe, de csak úgy tudja őt megakadályozni küldetésének teljesítésében, hogy agyonlövi. A fehérgárdista tiszt ugyanúgy teljesíteni akarná feladatát, mint a lány a magáét: a tragikum a helyzetből, az egyéni érzelmek és a két táborra szakadt társadalommal szemben vállalt kötelesség összeütközéséből fakad. Csuhraj szakított a „fehér” tiszt mindaddig kötelező, egyoldalúan negatív ábrázolásával. Az ellenségét szenvedélyesen megszerető „vörös” katonalány – hivatalos körök számára botrányos – történetét csak nehezen tudta elfogadtatni, és az elfogadott forgatókönyvtől a felvételek során több helyen eltérve készítette el. Filmje az 1957-es cannes-i filmfesztiválon díjat kapott.

## Szereplők
- Izolda Izvickaja (Kohut Magda) – Marjutka
- Oleg Sztrizsenov (Bitskey Tibor) – Fehérgárdista
- Nyikolaj Krjucskov (Mádi Szabó Gábor) – Jevszjukov biztos